# EP1 (Duke Dumont-EP)
Az EP1 Extended Play (EP) a brit DJ és producer Duke Dumont 4 számos EP albuma, mely az Egyesült Államokban és Kanadában 2014 szeptember 16-án jelent meg.

## Számlista
|    | Cím                                      | Szerző(k)                                            | Producer(s)                       | Hossz |
| -- | ---------------------------------------- | ---------------------------------------------------- | --------------------------------- | ----- |
| 1. | I Got U (featuring Jax Jones)            | Jerry Duplessis Wyclef Jean Adam Dyment Timucin Aluo | Dumont Jax Jones                  | 4:45  |
| 2. | Won't Look Back                          | Aluo Dyment Naomi Miller                             | Dumont                            | 3:23  |
| 3. | The Giver                                | Dyment                                               | Dumont                            | 6:30  |
| 4. | I Got U (MK Remix) (featuring Jax Jones) | Duplessis Jean Dyment Aluo                           | Dumont Jones Marc Kinchen (remix) | 7:17  |

## Megjelenések
| Ország           | Dátum                | Formátum           | Kiadó      |
| ---------------- | -------------------- | ------------------ | ---------- |
| Kanada           | 2014. szeptember 16. | Digitális letöltés | Virgin EMI |
| Egyesült Államok | 2014. szeptember 16. | Digitális letöltés | Virgin EMI |